# Giuliana Musso
Pour les articles homonymes, voir Musso.
Giuliana Musso (née en 1970 à Vicence, en Vénétie) est une comédienne et dramaturge italienne.

## Biographie
Les premiers pas de comédienne de Giuliana Musso remontent à 1989 au Teatro Schinca de Vicence. Diverses expériences (laboratoires, séminaires, etc.) l'amènent à travailler notamment avec Gigi Dall'Aglio et Marco Paolini et à approfondir les techniques de la commedia dell'arte (avec la compagnie Pantakin de Venise).
En 1997, elle termine ses études à la Civica scuola d’Arte Drammatica « Paolo Grassi » di Milano.
Elle est l’autrice et l’interprète de Nati in casa, Sex Machine et Tanti Saluti. Dans la phase d’écriture, elle accorde énormément d’importance au recueil de témoignages et apporte toujours un regard documenté et précis sur les thématiques abordées. Le travail dramaturgique de Giuliana Musso s'inscrit dans la deuxième génération du théâtre-récit italien à laquelle se rattachent d'autres artistes tels que Ascanio Celestini, Davide Enia ou Mario Perrotta.
Sex Machine et Nati in casa ont été traduits en français par Amandine Melan.

## Œuvres

### Nati in casa
Nati in casa (2001), écrit en collaboration avec Massimo Somaglino, raconte la vie des sages femmes de village des années 1920 aux années 1970 environ, avant la surmédicalisation des grossesses et des  accouchements. En guise d’introduction, l’actrice – seule en scène – interprète une femme sur le point d’accoucher en clinique à notre époque. Elle endosse ensuite le rôle de plusieurs accoucheuses à domicile italiennes, à l’époque où les accouchements s’effectuaient essentiellement dans un cadre familial.

### Sex Machine
Sex Machine (2005) est un spectacle ayant pour thème la prostitution en Italie et plus généralement la marchandisation du sexe, devenu bien de consommation. Pour ce spectacle, Giuliana Musso reçut le prix de la meilleure actrice. Le spectacle est composé de plusieurs tableaux au sein desquels s’expriment divers personnages au sujet de la prostitution : une prostituée, des clients, une mère de famille indignée, un vieil homme nostalgique des maisons closes, etc. L’actrice interprète tous les personnages. Elle est accompagnée sur scène d’un musicien (Igi Meggiorin, compositeur des musiques originales).

### Tanti Saluti
Tanti Saluti (2008), « projet de théâtre civil clownesque », aborde quant à lui le thème de la mort en milieu hospitalier. Dans la version originale, mise en scène par Massimo Somaglino, Giuliana Musso s’est entourée sur scène de ses complices Gianluigi Meggiorin et Beatrice Schiros.